# Rugilus mixtus
Rugilus mixtus – gatunek chrząszcza z rodziny kusakowatych i podrodziny żarlinków.
Gatunek ten został opisany w 1956 roku przez Gustava Adolfa Lohse jako Stilicus mixtus.
Chrząszcz o smukłym i trochę wypukłym ciele długości od 4 do 4,5 mm. Duża głowa ma szorstko i bardzo gęsto punktowaną powierzchnię, wargę górną zaopatrzoną w dwa ząbki oraz skroń co najwyżej nieco dłuższą od największej średnicy oka. Czułki są krępe, o czwartym członie niewiele dłuższym niż szerszym. Przedplecze ma kolor czarny lub brunatnoczarny, a powierzchnię punktowaną z wyjątkiem gładkiego, szerokiego, podzielonego podłużną bruzdą pasa środkowego. Tylne brzegi pokryw są jasne. Czerwonobrunatne odnóża charakteryzuje pierwszy człon tylnych stóp 2,5 raza dłuższy niż u wierzchołka szeroki. Samiec ma piąty sternit odwłoka z podłużnym wgnieceniem otoczonym po bokach długimi, czarnymi szczecinkami, a szósty sternit ze stosunkowo głębokim, trójkątnym wcięciem na tylnym brzegu.
Owad znany z Belgii, Niemiec, Szwajcarii, Austrii, Polski, Czech, Słowacji, Węgier, Słowenii, Rumunii oraz Bośni i Hercegowiny. Jego preferencje siedliskowe są słabo poznane.